# セルゲイ・クリカレフ
セルゲイ・クリカレフ（ロシア語: Сергей Константинович Крикалёв, 英語: Sergei Konstantinovich Krikalyov, 1958年8月27日 - ）は、ロシアの宇宙飛行士、技術者である。優れたロケット科学者として6度の宇宙飛行を経験し、約10年にわたって通算宇宙滞在時間の世界記録を保持していた。なお、姓の日本語表記は、一般にはクリカレフが広く用いられるが、アクセント有りのЁであるためクリカリョフ(Крикалёв、krikalyov)と表記するのがロシア語での発音により忠実である。

## 経歴
クリカレフはロシアのレニングラード（現在のサンクトペテルブルク）で生まれた。水泳、スキー、サイクリング、曲芸飛行、アマチュア無線等が趣味で、コールサインはU5MIRとX75M1Kである。

### 教育
1975年に高校を卒業し、1981年にレニングラード工科大学（現在のバルト工科大学）で機械工学の学位を得た。

### エネルギア
1981年に大学を卒業すると、彼はロシアの有人宇宙開発を手掛けるS.P.コロリョフ ロケット&スペース コーポレーション エネルギアに就職した。彼は宇宙飛行装置の試験、宇宙での操作手法の開発、地上管制業務等を行った。1985年にサリュート7号の宇宙ステーション計画が失敗すると、彼は救出ミッションのチームに入り、制御を失ったステーションとドッキングし、ステーションのシステムを修復する手順を開発した。

### ミール
クリカレフは1985年に宇宙飛行士に選ばれ、1986年に基礎的な訓練を終えて、当面の間ブランのプログラムに加わった。1988年始め、彼は初めてのミール長期滞在に向けて訓練を始めた。この訓練には、少なくとも6度の宇宙遊泳による、新しいモジュールの取りつけ、新しい有人操縦装置の初めての試験、ソ連とフランスの2度目の合同科学ミッション等も含まれていた。クリカレフはフライトエンジニアとして、機長のアレクサンドル・ボルコフ、フランス人のジャン＝ルー・クレティエンとともにソユーズTM-7で1988年11月26日に打ち上げられた。ミールの前の滞在員であるウラジーミル・チトフ、ムサ・マナロフ、ワレリー・ポリャコフはミールにさらに25日間滞在し、軌道上に6人が存在する最長記録となった。前任の滞在員が地球に帰還すると、クリカレフ、ポリャコフ、ヴォルコフはミールで実験を続けた。次の滞在員の到着が遅れたため、彼らはミールを無人操縦のモードに設定し、1989年4月27日に地球に帰還した。
1990年4月、クリカレフは2回目の飛行の準備を始めた。5度の宇宙遊泳と1週間の日本とソ連の共同ミッションを含む8回目のミール長期滞在ミッションの交代要員を務めた。1990年12月、クリカレフは10度の宇宙遊泳を含むミールへの9回目の長期滞在のミッションの訓練を始めた。クリカレフはフライトエンジニアとして、機長のアナトリー・アルツェバルスキー、イギリス人のヘレン・シャーマンとともにソユーズTM-12で1991年5月19日に打ち上げられた。シャーマンは1週間後に地球に戻り、クリカレフとアルツェバルスキーはミールに留まった。夏の間に、彼らは6回の宇宙遊泳を行い、様々な実験やステーションのメンテナンスを行った。
1991年7月、予定されていた次のフライトに乗り込む技術者が2人から1人に削減されたため、クリカレフは10月に訪問する次の長期滞在員とともにミールに留まることになった。ソユーズTM-13で1991年10月2日に訪れたカザフスタンのトクタル・アウバキロフは、長期滞在の訓練は受けていなかった。彼とオーストラリア人初の宇宙飛行士であるフランツ・フィーベックは、アルツェバルスキーとともに1991年10月10日に帰還した。
機長のアレクサンドル・ボルコフは、クリカレフとともにミールに留まった。10月に乗組員が交代すると、クリカレフとボルコフは1992年3月25日に帰還するまで、実験や宇宙遊泳を行った。当時のロシア財政はひっ迫していたことから、外貨獲得のためクリカレフの任務には米国企業から依頼された北米大陸撮影も含まれていたとされる。崩壊の影響は、クリカレフ達からのたっての希望であるはちみつをミールに送り届けることもできないほどであったとされる。
クリカレフはしばしば「最後のソビエト連邦国民」とも言われている。1991年から1992年にかけて、彼は311日20時間1分の間ミールに滞在していたが、地球に帰って来た時にはソビエト連邦は崩壊していた。

### スペースシャトル

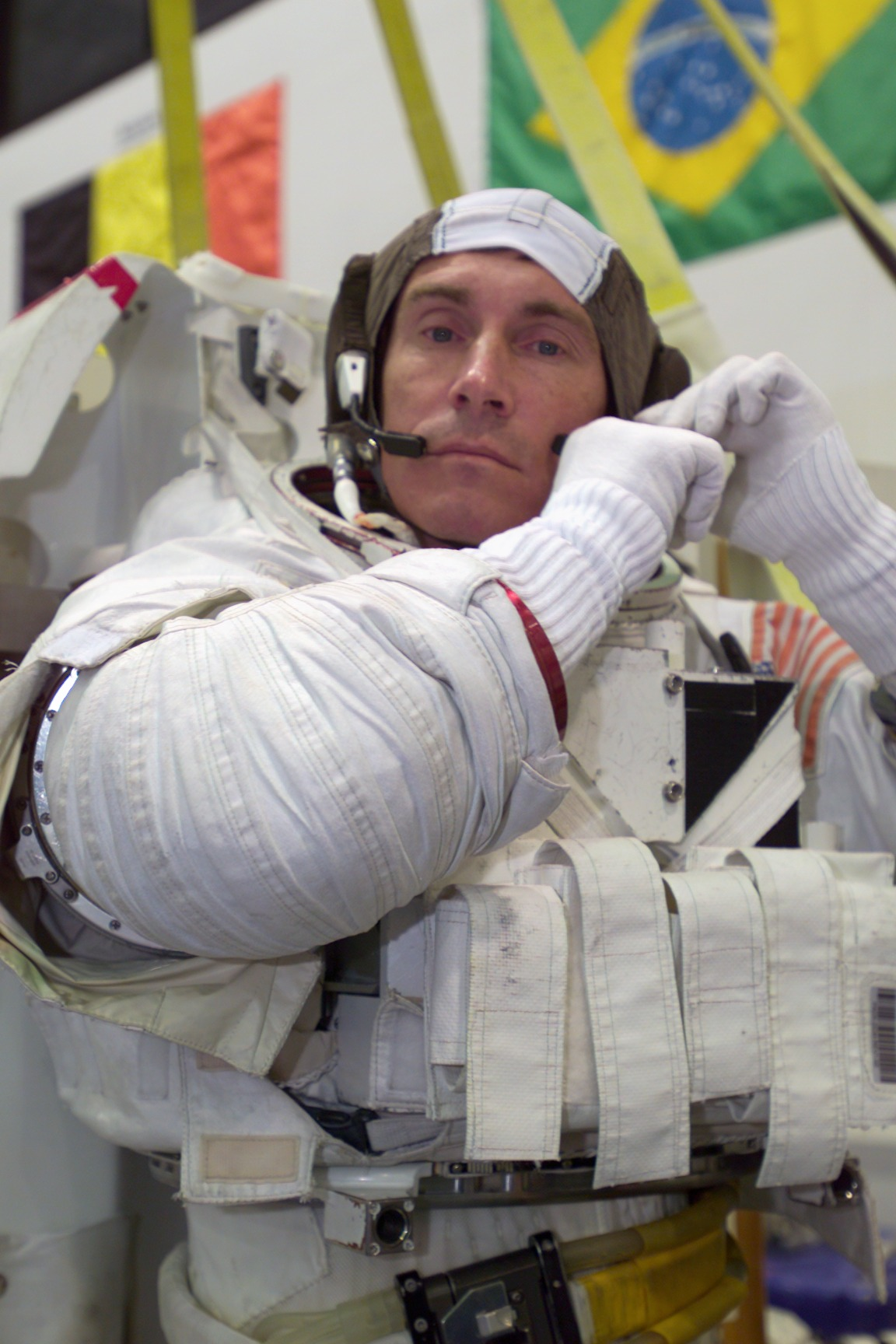
第11次長期滞在の訓練用の宇宙服を着るクリカレフ

1992年10月、アメリカ航空宇宙局は、経験あるロシアの宇宙飛行士が将来のスペースシャトルに搭乗することを発表した。クリカレフは、STS-60の乗組員とともにミッションスペシャリストとしての訓練を受ける2人の候補のうちの1人として、ロシア連邦宇宙局から指名された。1993年4月、彼は正式にミッションスペシャリストに割り当てられた。1993年9月、ウラジーミル・チトフはSTS-63での飛行に選ばれ、クリカレフはバックアップとなった。
クリカレフは、アメリカ合衆国とロシアの初めての合同のスペースシャトルミッションであるSTS-60で飛行した。1994年2月3日に打ち上げられ、STS-60はスペースハブの2度目の飛行、Wake Shield Facilityの初飛行となった。8日間の飛行で、ディスカバリーの乗組員は、様々な材料学の実験、地球の観測、生物学の実験等を行った。クリカレフはシャトル・リモート・マニピュレータ・システムの操作の大部分を担当した。地球を130周し、6,370,334kmを飛行して、STS-60は1994年2月11日にフロリダ州のケネディ宇宙センターに着陸した。
クリカレフはアメリカでの飛行を終え、ロシアでの仕事に戻ったが、定期的にジョンソン宇宙センターに戻り、アメリカとロシアの合同ミッションで通信管制員を務めた。今日まで、STS-63、STS-71、STS-74、STS-76で務めている。
クリカレフとロバート・カバナは、1998年12月に国際宇宙ステーションに初めて足を踏み入れ、アメリカ合衆国のモジュールユニティの電源を入れた。
クリカレフは1998年12月4日から15日にかけて、エンデバーに搭乗して、ISSの初めての組立ミッションであるSTS-88に従事した。12日間のミッションで、ユニティをザーリャモジュールに結合させることに成功した。2人の乗組員は3度の宇宙遊泳を行い、将来の宇宙遊泳のためにアンビリカルケーブルと取付具を設置した。彼らはIMAXカーゴベイカメラ(ICBC)の操作も行い、またMighty Sat 1とSAC-Aという2つの人工衛星を展開させた。ミッションでは238時間18分で地球を185周した。

### 国際宇宙ステーション
クリカレフは第1次長期滞在の乗組員となった。2000年10月31日にカザフスタンのバイコヌール宇宙基地からソユーズロケットで打ち上げられ、2000年11月2日にステーションとドッキングした。ステーションへの滞在中、彼らは将来の乗組員のために内部の準備を行った。またアメリカ合衆国の太陽電池とデスティニーモジュールの取付けを行った。彼らはSTS-102の乗組員とともにステーションを離れ、3月18日にドッキングを解除し、2001年3月21日にケネディ宇宙センターに着陸した。
クリカレフは第11次長期滞在では機長を務め、6か月滞在した。これは彼にとって3度目のISS訪問だった。第11次長期滞在では2005年4月14日にソユーズロケットでバイコヌール宇宙基地から打ち上げられ、4月16日にドッキングした。8日間の引継ぎ期間を経て、彼らはソユーズで地球に帰還した第10次長期滞在の乗組員と交代した。第11次長期滞在では、2度の宇宙遊泳が予定されていた。1回目は8月に、アメリカ製の宇宙服を着てクエストから行われ、2回目は9月にロシア製の宇宙服を着て、ピアースから行われた。
第11次長期滞在中の2005年8月16日1:44 (EDT)、それまでセルゲイ・アウデエフが持っていた748日という記録を更新した。彼らは、第12次長期滞在のウィリアム・マッコール、ワレリー・トカレフと交代し、2005年10月10日17:49(EDT)にドッキング解除し、10月10日21:09(EDT)にカザフスタンに着陸した。ちなみに、この長期滞在クルー引き継ぎ時に宇宙食として採用された「スペース・ラム」を使用した日清食品カップヌードルのCM撮影（「NO BORDER」編）を行っている。撮影はトカレフが担当した。
6か月の滞在を経て、クリカレフの宇宙滞在時間は、8度の宇宙遊泳の時間を含み、合計で803日と9時間39分となった。これは、2015年6月28日にゲンナジー・パダルカに塗り替えられるまで世界最長の記録であった。

### 宇宙飛行士引退後
2007年2月15日、クリカレフはS.P.コロリョフ ロケット&スペース コーポレーション エネルギアの副社長に就任し、有人飛行部門の責任者となった。
クリカレフのISSへの貢献は、軌道上での仕事だけに留まらない。2007年6月15日、第15次長期滞在でISSに滞在中のオレッグ・コトフと機長のフョードル・ユールチキンに機能停止したコンピュータシステムの再起動の仕方を指示したのは、クリカレフだった。
2014年ソチオリンピックの開会式でロシア国旗を掲げた5人の宇宙飛行士（クリカレフ、ロマン・ロマネンコ、スベトラーナ・サビツカヤ、フョードル・ユールチキン、エレナ・セロヴァ）の1人に選ばれた。

## 名誉など
彼はロシアとソビエト連邦の国立曲技飛行隊チームに所属し、1983年にはモスクワの、1986年にはソビエト連邦のチャンピオンになった。彼の宇宙飛行経験に対しては、ソ連邦英雄、レーニン勲章、レジオンドヌール勲章、ロシア連邦英雄等を受章している。また、1994年と1998年にはNASA宇宙飛行メダルも受章している。
2007年5月23日、クリカレフは指揮者のヴァレリー・ゲルギエフとともにサンクトペテルブルクの名誉市民となった。